# عمان في الألعاب الأولمبية الصيفية 2012
شاركت سلطنة عمان في دورة ألعاب أولمبية صيفية 2012، لندن المملكة المتحدة، في الفترة من 27 يوليو - 12 أغسطس 2012. وستشارك ب 4 رياضيين في رياضتين. وهما العاب القوى و الرماية

## مقالات ذات صلة
- الوطن العربي في الألعاب الأولمبية الصيفية 2012